# Maximilien Ier (roi de Bavière)
Pour les articles homonymes, voir Maximilien et Maximilien Ier de Bavière.
Maximilien Joseph de Wittelsbach ou de Deux-Ponts-Birkenfeld-Bischwiller, né le 27 mai 1756 à Schwetzingen, près de Mannheim, et mort le 13 octobre 1825 à Munich, est comte de Ribeaupierre (et prince héritier de nombreux fiefs en Alsace), puis duc de Deux-Ponts et comte de Birkenfeld, puis électeur palatin et électeur de Bavière (Maximilien IV), et premier roi de Bavière sous le nom de Maximilien Ier de 1806 à sa mort.

## Un prince de l'Ancien Régime

### Entre France et Allemagne
Fils cadet de Frédéric-Michel de Deux-Ponts-Birkenfeld, Maximilien est membre de la famille palatine de Deux-Ponts, une branche cadette de la maison de Wittelsbach régnant sur le Palatinat du Rhin. Celle-ci possède également des territoires dans la province d'Alsace au sein du royaume de France, notamment la seigneurie de Bischwiller et le comté de Ribeaupierre.
Maximilien grandit à Strasbourg où ses précepteurs furent Pierre de Salabert, abbé de Tholey, puis le Breton Agathon Guinement. Orphelin de père à l'âge de 11 ans, il devint officier au service de la couronne de France dans le régiment d'infanterie de Royal Deux-Ponts en 1775 puis dans le régiment d'Alsace, ou Royal-Alsace, l'année suivante. Le 27 mars 1778, Maximilien signa une convention avec son frère aîné, Charles II Auguste, qui lui céda l'intégralité du comté de Ribeaupierre. Il fut le dernier seigneur à habiter le château des sires de Ribeaupierre à Ribeauvillé.
L'électeur palatin Charles-Théodore de Bavière, également électeur de Bavière, n'avait pas d'enfant légitime, et son plus proche héritier était Charles-Auguste. Ce dernier n'ayant pas non plus d'enfant de son mariage avec Marie-Anne de Saxe, Maximilien était à son tour son plus proche héritier.
En 1778, l'empereur Joseph II du Saint-Empire proposa à l'électeur palatin la souveraineté sur les Pays-Bas autrichiens, ceux-ci étant plus proches du Palatinat, en échange de la Bavière, limitrophe de l'Autriche. Les deux souverains s'étaient mis d'accord, mais le vieux roi Frédéric II de Prusse craignit un renforcement des Habsbourg-Lorraine en Allemagne au détriment de l'influence des Hohenzollern. Se posant en ami des Lumières et en défenseur des « libertés germaniques », Frédéric dénonça l'impérialisme autrichien (Maximilien et son frère, héritiers de l'électeur de Bavière, ne pouvaient disposer à leur gré de cet électorat au mépris des lois de l'Empire) et alerta la Diète impériale. La guerre de Succession de Bavière éclata ; l'issue maintint le statu quo, l'empereur renonçant à la Bavière et l'électeur aux Pays-Bas, l'Autriche n'annexant à son allié bavarois que le minuscule district de Braunau am Inn.
En 1785, Maximilien épousa Wilhelmine de Hesse-Darmstadt. Cette année-là, une seconde tentative d'échange eut lieu, mais si elle ne compromit pas la paix européenne, elle n'eut pas plus de succès. Frédéric II mourut l'année suivante, et la Révolution française allait bientôt redessiner autrement la carte des souverainetés touchant aux rives du Rhin.
En 1786 également naquit à Strasbourg le premier enfant de Maximilien et Wilhelmine, un fils. Officier au service de la France, Maximilien le prénomma Louis, un prénom courant dans la maison de Hesse, mais qui faisait surtout honneur au parrain de l'enfant, le roi de France Louis XVI. Maximilien montrait déjà ainsi ses talents de diplomate. Il est en outre le protecteur de la presse en permettant l'édition de la Gazette des Deux-Ponts sur son territoire.

### L'accession aux trônes héréditaires
Lorsque la Révolution éclata en 1789, Maximilien fut dépossédé du comté de Ribeaupierre dont les territoires intégrèrent le département du Haut-Rhin créé en 1790. La même année, il franchit le Rhin et trouva refuge auprès de son cousin, l'électeur de Bavière, dont il était l'héritier.
La guerre se porta dans la région du Rhin et le duché de Deux-Ponts fut envahi par les armées françaises à partir de 1793. Le frère aîné de Maximilien, Charles II Auguste, mourut en 1795, avant l'électeur de Bavière septuagénaire qui, veuf depuis peu, se remaria avec Marie-Léopoldine d'Autriche-Este, toujours dans l'espoir d'une descendance directe. La même année mourut Wilhelmine.
Maximilien devenait duc souverain de Deux-Ponts et comte de Birkenfeld, et de plus héritier des trônes du Palatinat et de Bavière. On prétend qu'il devint l'amant de la seconde épouse du vieil électeur, une archiduchesse d'Autriche de 50 ans la cadette de son époux (et 20 ans plus jeune que Maximilien, par ailleurs séduisant quadragénaire), qui défendit au mieux les intérêts de Maximilien en refusant de consommer son mariage et de donner une postérité à un époux qu'elle malmenait.
Cela n'empêcha pas le nouveau duc de Deux-Ponts de se remarier avec une femme également de 20 ans sa cadette, la très belle mais austère Caroline de Bade. Devenu par son mariage beau-frère du futur tsar et du roi de Suède, le petit duc de Deux-Ponts prenait de plus en plus d'importance en Europe. Déjà père de deux fils et deux filles, Maximilien eut avec sa seconde épouse une nombreuse progéniture féminine qui lui permit de nouer des alliances matrimoniales avec les dynasties les plus puissantes de son temps.
Ses États étant occupés par l'armée révolutionnaire (laquelle avait incendié le château de Karlsberg près de Deux-Ponts) Maximilien n'avait pu prendre possession de son duché de Deux-Ponts. Succédant enfin à son cousin Charles-Théodore mort en 1799, il connut le même empêchement pour le Palatinat, mais put gagner le duché de Bavière et commencer son règne sous le nom de l'électeur Maximilien IV.

## Règne

### Une époque transitoire
Francophile, Maximilien soutint politiquement et militairement la France napoléonienne dès son accession, face à la coalition européenne anti-française, ce qui lui valut la bienveillance de Napoléon.
A la fin de la Deuxième Coalition, par le jeu des négociations de paix, Maximilien perdit certes le palatinat du Rhin qui passa à la France, mais le traité de Lunéville (1801) l'en dédommagea par d'importantes annexions territoriales. L'enjeu qui lui importait était l'indépendance de la Bavière, ce à quoi il parvint, érigeant la Bavière en royaume en 1805. Pour sceller son alliance avec la France, il consent à rompre les fiançailles de sa fille aînée Augusta avec le grand-duc héritier de Bade (propre frère de Caroline, la seconde épouse de Maximilien, de la tsarine de Russie et de la reine de Suède), pour lui faire épouser Eugène de Beauharnais, fils adoptif et héritier présomptif de l'empereur des Français. Par suite, la Bavière intégra la confédération du Rhin, créée à l'instigation de la France.

### Une politique opportuniste (1805-1816)
Cependant, ayant appris que l'empereur des Français cherchait également à marier une « Napoléonide » à son fils et héritier, le futur Louis Ier de Bavière (le filleul du défunt Louis XVI de France), Maximilien s'empressa de marier le jeune homme à une princesse allemande de rang moindre mais issue d'une « véritable » maison souveraine, Thérèse de Saxe-Hildburghausen. Ce fut l'occasion de la première Oktoberfest de Munich. De même, pour éviter un mariage napoléonien, le roi de Wurtemberg avait-il précipitamment et sans l'accord des jeunes gens fait épouser à son fils une fille de Maximilien Ier en 1808. Dans les deux cas, les parents des conjoints avaient soigneusement ignoré les confessions religieuses divergentes des futurs mariés.
À la suite de la désastreuse campagne de Russie et de l'impopularité croissante de l'occupation française, Maximilien, dès les premières défaites napoléoniennes, se rangea opportunément du côté de la coalition des Alliés. En échange, lors du congrès de Vienne qui s'ouvrit à la chute de l'Empire français (1814/1815), il se vit reconnaître les annexions territoriales de 1801, son titre royal, et retrouva le Palatinat rhénan (amputé de la rive droite du Rhin devenue badoise sous Napoléon). Il y conclut aussi une alliance avec l'empire d'Autriche, alliance scellée par la promesse de mariage de sa fille Sophie avec l'archiduc François-Charles, fils cadet mais héritier présomptif de l'empereur François Ier d'Autriche. La Bavière intégra logiquement la Confédération germanique.
En 1818, à la mort du grand-duc Charles II de Bade (ex-fiancé de sa fille Augusta) mais également son beau-frère, Maximilien fit valoir certains droits sur les anciens districts du Palatinat de la rive droite du Rhin annexés au pays de Bade par Napoléon. Il y eut quelques mouvements de troupes mais la guerre fut évitée et Maximilien fit taire ses prétentions. Le roi de Bavière n'en accorda pas moins sa protection et son amitié à sa belle-sœur, la veuve du grand-duc défunt Stéphanie de Beauharnais, une « Napoléonide » qui n'avait pas 30 ans, mère de trois filles en bas âge et frappée d'ostracisme par les cours souveraines en mal de légitimité, y compris par la cour de Bade.

### La Bavière de la Restauration

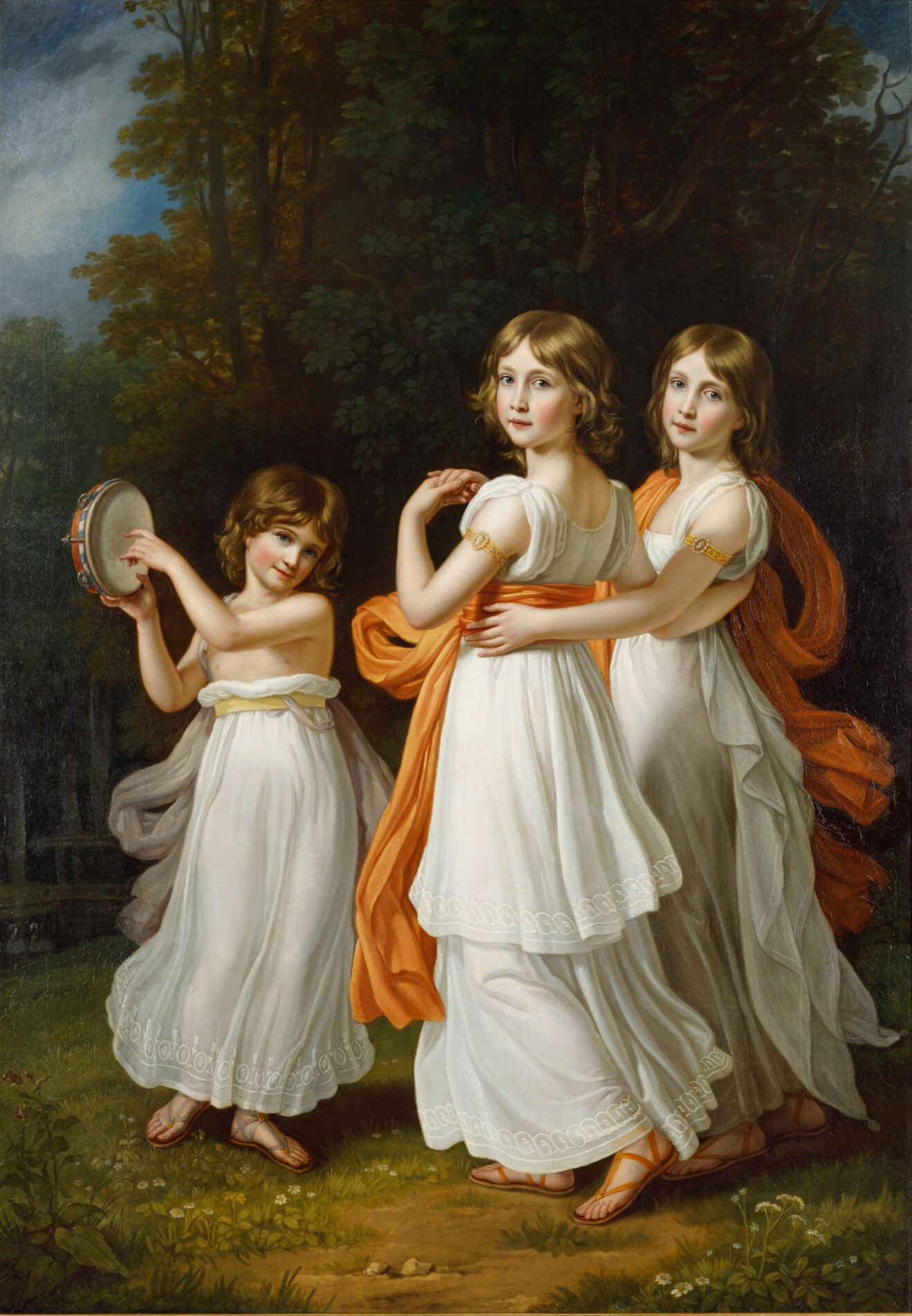
Les trois filles cadettes de Maximilien Ier, Ludovica, Sophie et Marie

En effet, les années suivant le congrès de Vienne virent l'instauration de politiques autoritaires voire réactionnaires sous l'égide de la Sainte-Alliance, lesquelles étaient également formalisées par des mariages dynastiques, et Maximilien maria très brillamment ses filles, leur procurant des positions enviables mais pas forcément un bonheur domestique. "Je ne suis pas heureuse, je suis satisfaite", écrivait sa fille Sophie peu après son mariage.
Ayant fait annuler dès 1814 mais d'un commun accord son mariage avec le prince héritier de Wurtemberg, Caroline-Auguste épousa en 1816 l'empereur François Ier d'Autriche, veuf pour la troisième fois, mais ce mariage n'eut pas non plus de postérité. En 1823, Élisabeth épousa le prince royal de Prusse (le futur Frédéric-Guillaume IV). En 1824, conformément aux accords du congrès de Vienne, Sophie épousa l'archiduc François-Charles, devenant en quelque sorte la belle-fille de sa sœur Caroline. Elle sera la mère de l'empereur François-Joseph. Quant à Marie-Léopoldine et Amélie, elles seront successivement reines consorts de Saxe, ayant épousé les deux frères Frédéric-Auguste II de Saxe et Jean Ier de Saxe.
Plus discrètement, en 1823, sa petite-fille Joséphine de Leuchtenberg avait épousé le prince-héritier de Suède Oscar, fils de Charles XIV Jean. Les Wittelsbach ne reniaient pas totalement leur passé napoléonien. En politique intérieure, outre l'adoption du code civil, Maximilien Ier entreprit de nombreuses réformes libérales et accorda à son peuple une Constitution (26 mai 1818) établissant ainsi une monarchie constitutionnelle parlementaire. Il signa un Concordat avec Rome (le 24 octobre 1817) ; il accueillit également son gendre Eugène de Beauharnais et sa fille en exil.
Pour se réconcilier avec la branche cadette de sa maison, il maria (contre leur gré) sa plus jeune fille Ludovica au duc Maximilien en Bavière. La princesse souffrit de tenir un rang inférieur à celui de ses sœurs (son mari n'obtiendra le prédicat d'Altesse Royale qu'en 1845) et souhaitera de brillants mariages pour ses filles. Elle sera la mère de l'impératrice Élisabeth d'Autriche (la fameuse Sissi, femme de son cousin germain François-Joseph : les deux époux étaient petits-enfants de Maximilien !), de la reine Marie des Deux-Siciles (l'héroïne de Gaëte, femme de François II) et de la duchesse d'Alençon (qui mourra dans l'incendie du bazar de la Charité en 1897).
Le lendemain de sa participation à un bal donné par l'ambassadeur de Russie à Munich, Maximilien meurt le 13 octobre 1825, à l'âge de 69 ans d'une apoplexie foudroyante au château de Nymphembourg. Son fils Louis lui succède.

## Vie privée et famille
Maximilien Ier de Bavière est le troisième fils de Frédéric-Michel de Deux-Ponts-Birkenfeld et de Françoise de Palatinat-Soulzbach.
Il épouse en premières noces à Darmstadt le 30 septembre 1785 Wilhelmine de Hesse-Darmstadt (1765-1796), fille de Georges-Guillaume de Hesse-Darmstadt (fils cadet de Louis VIII de Hesse-Darmstadt et frère de Louis IX de Hesse-Darmstadt) et de Marie-Louise de Leiningen-Dagsbourg-Falkenbourg.
Cinq enfants sont issus de ce premier mariage :
- Louis (Strasbourg, 25 août 1786 – Nice, 29 février 1868), roi de Bavière (Louis Ier) en 1825, il épouse en 1810 Thérèse de Saxe-Hildburghausen (1792 – 1854), et postérité ;
- Augusta-Amélie (Strasbourg, 21 juin 1788 – Munich, 13 mai 1851). En 1806 elle épouse Eugène de Beauharnais, fils adoptif de l'empereur et roi d'Italie Napoléon Ier, vice-roi d'Italie puis duc de Leuchtenberg, et postérité ;
- Amélie Marie Auguste (Mannheim, 9 octobre 1790 – Darmstadt, 24 janvier 1794) ;
- Caroline-Augusta (Mannheim, 8 février 1792 – Vienne, 9 février 1873). Elle épouse en 1808 le roi Guillaume Ier de Wurtemberg dont elle divorce en 1814, puis elle épouse en 1816 François Ier, empereur d'Autriche (sans postérité de ses deux unions) ;
- Charles Théodore Maximilien Auguste (Mannheim, 7 juillet 1795 – Tegernsee, mort d'une chute de cheval le 16 août 1875) ; il contracte deux unions morganatiques. En 1834, il épouse Sophie Pétin (1796-1838), titrée baronne von Bayrstorff (union et postérité non dynaste). Ensuite, en 1859 il épouse Henriette Schöller (1815 – 1866), titrée dame von Frankenburg (union non dynaste et sans postérité).

Veuf à moins de quarante ans, il épouse à Karlsruhe le 9 mars 1797 Caroline de Bade (1776 – 1841), fille de Charles-Louis de Bade et d'Amélie de Hesse-Darmstadt (fille de Louis IX cité ci-dessus, et cousine germaine tant de Maximilien Ier par les Deux-Ponts-Birkenfeld, que de sa première femme Wilhelmine par les Hesse-Darmstadt).
De cette seconde union naissent huit enfants, dont deux fois des jumelles :
- un fils mort-né à Munich le 5 septembre 1799 ;
- Maximilien Joseph Charles Frédéric (Amberg, 27 octobre 1800 – Munich, 12 février 1803) ;
- Élisabeth-Louise (Munich, 13 novembre 1801 – Dresde, 14 décembre 1873), épouse en 1823 Frédéric-Guillaume IV (sans postérité) ;
- Amélie, jumelle de la précédente (Munich, 13 novembre 1801 – Dresde, 8 novembre 1877) , épouse en 1822 Jean Ier de Saxe (dont postérité) ;
- Sophie (Munich, 27 janvier 1805 – Vienne, 28 mai 1872), épouse en 1824 l'archiduc François-Charles d'Autriche, et sera mère de l'empereur François-Joseph Ier, qui épousera sa cousine germaine « Sissi » ;
- Marie Léopoldine, jumelle de la précédente (Munich, 27 janvier 1805 – Wachwitz, 13 septembre 1877), épouse en 1833 Frédéric-Auguste II de Saxe (sans postérité) ;
- Louise (Ludovika) (Munich, 30 août 1808 – Munich, 26 janvier 1892), épouse en 1828 Maximilien en Bavière (1808 – 1888) (fils de son cousin), et sera la mère de l'impératrice d'Autriche (« Sissi »), de la reine Marie des Deux-Siciles et de la duchesse d'Alençon, et la grand-mère paternelle d'Élisabeth, reine des Belges ;
- Maximilienne-Josèphe-Caroline (de) (Nymphembourg, 21 juillet 1810 – Munich, 4 février 1821).

## Charbonnage
La concession minière de Saint-Hippolyte est accordée le 17 février 1770 aux princes Charles et Maximilien du Palatinat-Deux-Ponts pour exploiter la houille sur une durée de vingt ans.

## Hommage
Le pont Maximilien-Joseph et l'avenue Maximilianstraße, à Munich, sont nommés en son nom.